# 牽引機供應公司

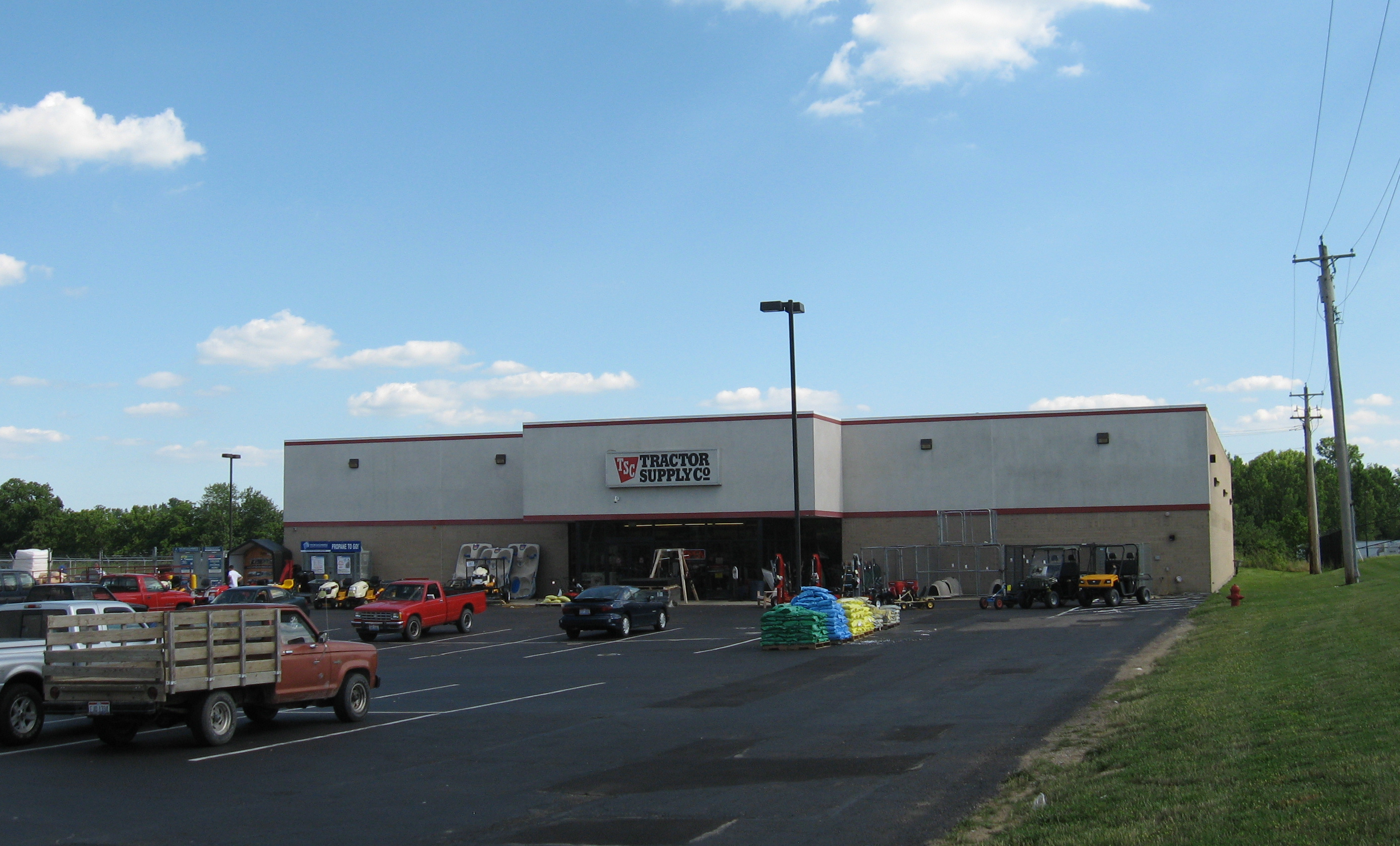
一家ESCO商店

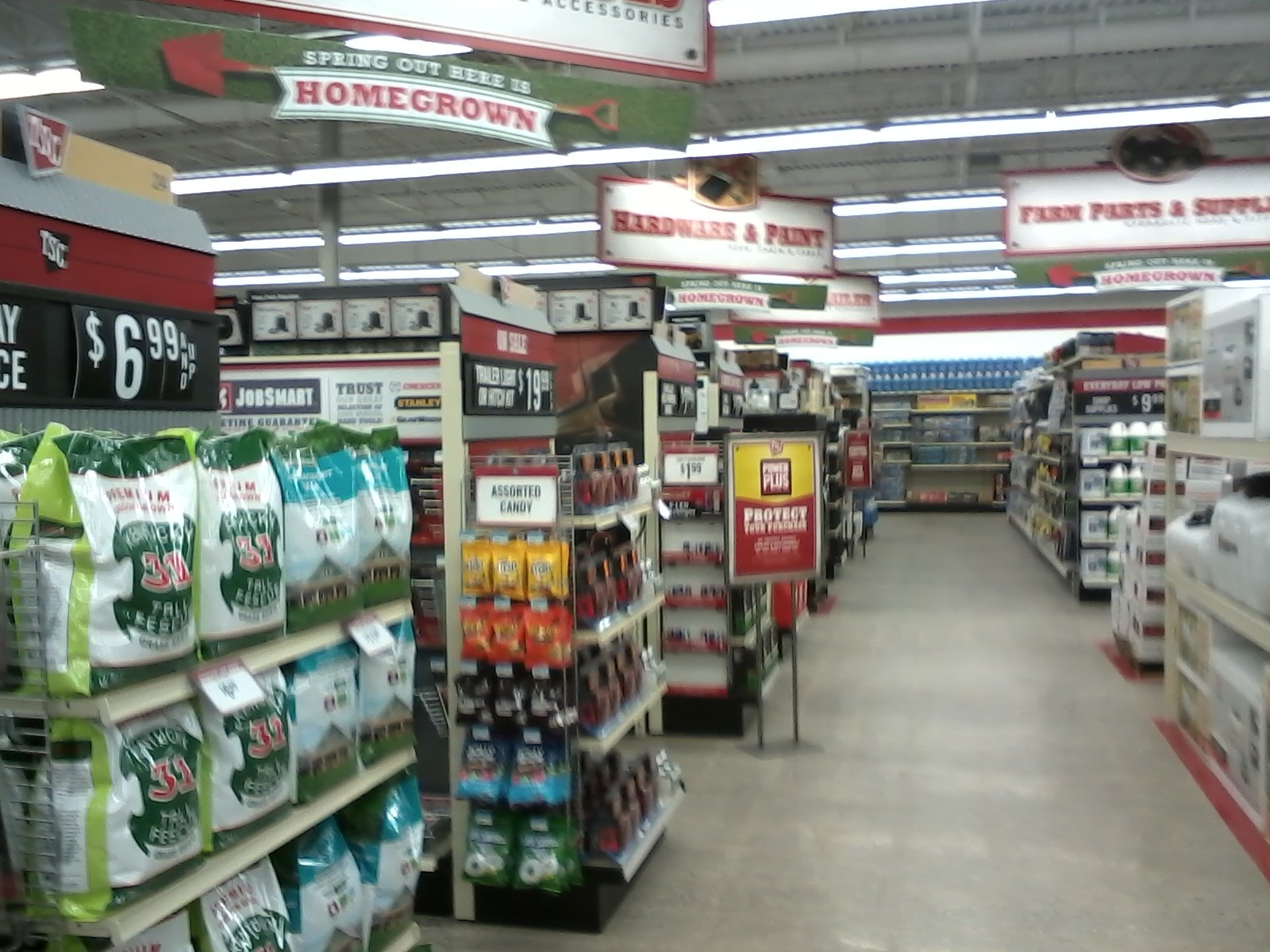
店内

牽引機供應公司（Tractor Supply Company，缩写：TSCO）是一家美国杂货零售商，是美国最大的杂货零售商之一。
1938年该公司成立，当时是经营牵引机（拖拉机）部件销售生意，后来经营范围逐渐扩大，形成了现在的规模，在美国49个州拥有约1,700家商店。

### 扩展阅读
- Eddy, Nelson. . Brentwood, Tenn.: Tractor Supply Co. 2004. ISBN 0976106604.